# Fekete turmalin
A fekete turmalin, más néven schörl, a turmalin ásványcsoport egyik legismertebb és leggyakoribb tagja. Neve a szingaléz "turamali" szóból származik, amely különböző ásványokra utal. A fekete turmalin a legelterjedtebb turmalin fajta, és gyakran megtalálható különböző geológiai környezetekben szerte a világon.

## Kémiai összetétel és kristályszerkezet
A fekete turmalin egy komplex bór-szilikát ásvány, amelynek kémiai képlete általában: Nátrium, vas (2+ oxidációs állapotban), alumínium, bór, szilícium, oxigén és hidroxil csoportokat tartalmaz. Az egyes elemek és csoportok elrendezése a következő: nátrium, három vas ion, hat alumínium ion, három bór-oxid csoport, hat szilícium-oxid csoport és négy hidroxil csoport. Ez az összetétel azonban változhat, mivel a turmalin csoport tagjai különböző elemeket képesek beépíteni szerkezetükbe.
A turmalin kristályai trigonális rendszerben kristályosodnak, és jellemzően prizmás vagy tűszerű formájúak. A fekete turmalin kristályok gyakran mutatnak erős pleokroizmust, ami azt jelenti, hogy a kristály különböző irányokból nézve más-más színűnek tűnik.

## Fizikai tulajdonságai
- Szín: Fekete
- Mohs keménység: 7-7.5
- Fényesség: Üvegfényű
- Törésmutató: 1.614-1.666
- Sűrűség: 3.06 g/cm³

## Geológiai előfordulás
A fekete turmalin megtalálható metamorf és magmás kőzetekben, valamint pegmatitokban és alacsony hőmérsékletű hidrotermális erekben. Gyakran előfordul gránitban, gneiszben és csillámpalában is. Különösen gazdag lelőhelyek találhatók Brazíliában, Madagaszkáron, az Egyesült Államokban, és Afrikában.

## Felhasználás
A fekete turmalint széles körben használják ékszerek készítéséhez, mivel keménysége és egyedi megjelenése vonzóvá teszi. Emellett a fekete turmalin kristályokat gyakran használják alternatív gyógyászatban és ezoterikus gyakorlatokban, mivel úgy tartják, hogy védelmet nyújt a negatív energiákkal szemben és elősegíti a földelést.

## Történelmi és kulturális jelentőség
A fekete turmalin történelmi jelentősége az ősi kultúrákban és civilizációkban is megmutatkozik. Az egyiptomiak például úgy hitték, hogy a turmalin a föld mélyéről a nap felszínére tört, ezért rendelkezik különleges tulajdonságokkal. Az indián törzsek gyakran használták a fekete turmalint amulettként, hogy megvédje őket a rossz szellemektől.